# Замятины (Юрьянский район)
Замятины — деревня в Юрьянском районе Кировской области в составе Загарского сельского поселения.

## География
Находится на расстоянии примерно 10 километров на северо-восток от поселка Мурыгино.

## История
Известна с 1678 года как деревня Матюшки Короваева с 4 дворами (Замятины с 1905 года). В 1764 году учтено в ней 72 жителя. В 1873 отмечено дворов 15 и жителей 118, в 1905 27 и 187, в 1926 32 и 180, 1950 30 и 90, в 1989 оставался 1 житель. Деревня ныне имеет дачный характер.

## Население
Постоянное население  не было учтено как в 2002 году, так и в 2010.